# Apia-Tempel
Der Apia-Tempel ist der 24ste erbaute und der 22ste aktive Tempel der Kirche Jesu Christi der Heiligen der Letzten Tage (Mormonen). Nachdem er 2003 durch ein Feuer zerstört worden war, wurde er an gleicher Stelle wieder errichtet. 
Der Tempel in Apia, der Hauptstadt von Samoa, wurde am 15. Oktober 1977 angekündigt. Die Grundsteinlegung und Weihe des Grundstücks wurden am 19. Februar 1981 von Spencer W. Kimball durchgeführt. Sowohl der ursprüngliche wie auch der neu errichtete Tempel wurden in einem klassisch modernen Stil ausgeführt mit einem Turm und auf einem Grundstück von 8100 m². Der Originaltempel besaß 1353, der neue 1736 m² Nutzfläche. Die Fassade des Tempels wurde in Granit ausgeführt. Er beinhaltet zwei Ordinierungs- und zwei Siegelungsräume. Gordon B. Hinckley weihte den ersten Tempel am 5. August 1983 und den wiedererbauten am 4. September 2005. Der Apia-Tempel ist einer der am stärksten besuchten seiner Kirche und ist für ca. 56.000 Mitglieder aus 16 Pfählen (mormonischen Gemeindebezirken) zuständig, in Amerikanisch-Samoa und den Inseln Upolu und Savaiʻi.

## Feuer und Wiederaufbau
Am 9. Juli 2003 zerstörte ein Brand den Tempel. Dabei wurde niemand verletzt, weil der Tempel zu Ausbau und Renovierung geschlossen war und das Feuer am Abend ausbrach, nachdem die Arbeiter gegangen waren. Eine Woche später, am 16. Juli 2003 schickte die Erste Präsidentschaft einen Brief an die Menschen der Region, dass der Tempel wiedererrichtet werde. Einige Monate später, am 19. Oktober 2003 wurde das Grundstück erneut geweiht und der Grundstein gelegt. Am 25. Januar 2005 wurde die Statue des Engel Moroni, die den Brand überstanden hatte, auf der Turmspitze des neuen Gebäudes angebracht.

## Meilensteine
| Ankündigung:        | 15. Oktober 1977                        |
| Erster Spatenstich: | 19. Februar 1981                        |
| Weihung:            | 5. August 1983 durch Gordon B. Hinckley |

Erneut:
| Ankündigung:        | 16. Juli 2003                              |
| Erster Spatenstich: | 19. Oktober 2003                           |
| Weihung:            | 4. September 2005 durch Gordon B. Hinckley |